# 薄氷の殺人
『薄氷の殺人』（はくひょうのさつじん、原題：白日焰火、英語題：Black Coal, Thin Ice）は、2014年に公開された中国の犯罪映画。ディアオ・イーナン監督の長編第3作。第64回ベルリン国際映画祭で最優秀作品賞（金熊賞）と最優秀男優賞（銀熊賞）の二冠を得た。連続殺人事件の容疑者である女性と刑事の関係を描く。リャオ・ファン、グイ・ルンメイ、ワン・シュエビンらが出演。原題は「白昼の花火」の意味。

## あらすじ
1999年、中国のとある地方都市、刑事のジャンは妻と離婚し傷心だった。ある日、石炭工場でバラバラ死体の一部が発見される。遺体は15カ所の工場に散らばっていることが判明した。残された身分証明書から被害者はリアンという男だと警察は断定する。夫の死を知らされた妻のウーは泣き崩れる。ジャンは同僚とともに死体を運んだトラックの運転手を連行しようとするが、隠し持っていた銃で撃たれ刑事たちは殉職、応戦したジャンは容疑者を撃ち殺すが自らも重症を負う。こうして捜査は暗礁に乗り上げてしまう。
2004年、刑事課から外されたジャンは酒浸りの日々を送っていた。そこに元同僚のワン刑事が現れ、5年前とそっくりな手口の死体遺棄事件が発覚したと知らされる。被害者たちは、いずれもウーと関わりのある男性だった。ジャンは身分を隠してウーに接近するが、次第に彼女に惹かれていく。ジャンとウーはスケート場や映画館でデートを重ねるようになる。
ジャンとウーの行動を調べるワン刑事は、二人を尾行している自動車に気づき、その運転手を逮捕しようとするが隙を突かれて相手に殺される。ジャンも、自分たちを尾行する男の存在に気づき、逆にその後を追う。男は陸橋から小さな荷物を列車の屋根に落としていた。
ジャンに詰問されたウーは、かつて、リアンは強盗で押し入った家の住人を殺し、その死体を自分と誤認させたと打ち明ける。バラバラにした死体は、トラックの荷台や列車の屋根に捨て、それが各地の工場まで運ばれていたのだ。潜伏したリアンは未亡人となったウーに付きまとってきた男たちを次々と殺しては過去と同じ手口で死体を隠蔽していた。ジャンが目撃したのはワン刑事の死体の一部だった。
ジャンはウーに正体を明かし、捜査に協力するよう求める。ウーはリアンの居場所を教え、警察は逮捕に向かうが、リアンは逃亡を図ったために射殺される。
こうして事件は解決したかに見えたが、ジャンは、最初に殺された男の正体が気にかかっていた。ウーの働くクリーニング店で1999年から持ち主が取りに来ないコートを調べると名刺が出てきた。それを手がかりにジャンは身元をたどり、バー「白昼の花火」のオーナーが5年前に失踪していたことをつきとめる。この男こそが最初のバラバラ殺人事件の被害者であり、そして殺害した犯人はウーだった。ウーは自分にしつこく言い寄る男を刺殺し、リアンは妻の罪を隠すために偽装工作をして身を隠していたが、事件の真相を知られそうになったウーに裏切られたのだった。

## 出演
- リャオ・ファン：ジャン
- グイ・ルンメイ：ウー・ジージェン
- ワン・シュエビン：リアン・ジージュン
- ワン・ジンチュン：ロン・ロン
- ユー・アイレイ：ワン

## スタッフ
- 監督・脚本：ディアオ・イーナン
- 撮影：トン・ジンソン
- 音楽：ウェン・ジー